# Zofia Mirska (poetka)

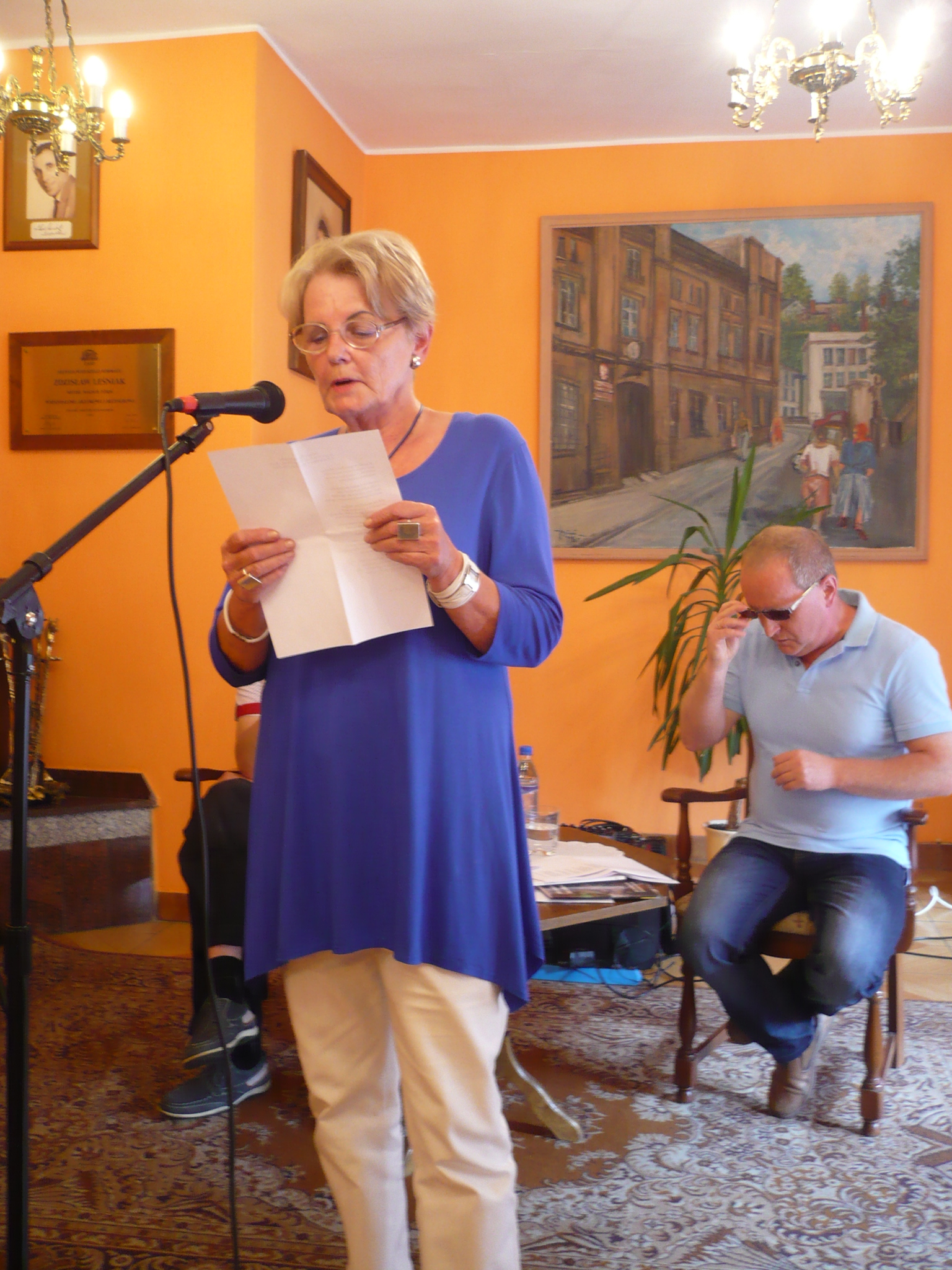
Zofia Mirska i Karol Maliszewski (2016)

Zofia Mirska (ur. 3 lutego 1944 w Twierdzy) – polska poetka i nauczycielka języka polskiego.

## Życiorys
Urodziła się w 1944 roku w Twierdzy koło Lwowa. Po zakończeniu II wojny światowej znalazła się wraz z rodziną na Dolnym Śląsku. Egzamin dojrzałości zdawała w Szkole Ogólnokształcącej Stopnia Podstawowego i Licealnego w Cieplicach Śląskich. Następnie studiowała na Uniwersytecie Wrocławskim.
Po zdobyciu tytułu zawodowego magistra na wrocławskiej uczelni przeniosła się do Kłodzka, z którym związała swoje życie prywatne i zawodowe. Początkowo pracowała jako pracownik merytoryczny w Kłodzkim Ośrodku Kultury, następnie wieloletnia nauczycielka języka polskiego w Szkole Podstawowej nr 7 w Kłodzku. Wychowała i zainteresowała literaturą wiele pokoleń kłodzczan.

## Twórczość poetycka
Od 40 lat zajmuje się poezją. W latach 1980–2010 była aktywnym członkiem Kłodzkiego Klubu Literackiego działającego przy Kłodzkim Ośrodku Kultury. Publikowała w licznych pismach, periodykach i almanachach. Jej wiersze były tłumaczone na języki czeski, ukraiński i esperanto. W swojej poezji często opisuje Kłodzko i osoby z nim związane, w tym m.in.: Annę Zelenay, Michała Fostowicza-Zahorskiego, Marię Dzierżyńską, Marka Garbalę i Romana Giletę. Jest honorowym członkiem Związku Literatów Polskich i honorowym członkiem Dolnośląskiego Oddziału Związku Literatów Polskich.

## Recenzje
O jej poezji napisano:

Twórczość charakteryzująca się prostotą wyrazu i wrażliwością w opisie natury, mocno zakorzeniona przy tym w rodzimym pejzażu, utrwalająca ulotność nastrojów i uczuć, z biegiem czasu coraz bardziej refleksyjna w opisie ludzkiego losu, usiłująca po stoicku mierzyć się z przemijaniem i cierpieniem.

Jej wiersze, we wcześniejszych tomikach skoncentrowane w dużym stopniu wokół najprywatniejszej przestrzeni domu i ogrodu, nabierały coraz szerszego znaczenia, stając się głosem tych, dla których obecność na nowych dla poprzednich pokoleń Polaków ziemiach nie wymaga już żadnego uzasadnienia. Jest to głos mieszkanki Kłodzka, piszącej o swoim mieście bez patosu, bez wspierania się regionalnym sentymentalizmem, epatowania urokami zabytkowej architektury etc. Dlatego miasto i jego najbliższe otoczenie, pojawiające się przeważnie w wierszach Mirskiej jako sztafaż czy detal, ma siłę nieodpartej naturalności. [...] To także poezja pewności języka i wysokiej literackiej świadomości [...].

Jak najmniej słów, a i te przesiane unikać muszą banału, odświętności, patosu. Poeta dąży do paradoksu, skoro skreśla i szatę, i nagość. To co zostaje? Bardzo niewiele, prawie nic. I o to chodzi. O kilka koniecznych, jakby ostatecznych, słów. Reszta jest gadulstwem, przynależnym prozie. Większość wierszy Mirskiej zdecydowanie mieści się w tej szkicowo nakreślonej poetyce.

## Nagrody i wyróżnienia
Przyznano jej odznakę „Zasłużonego Działacza Kultury” oraz tytuł Honorowego obywatela Kłodzka (2023).

## Publikacje
Wydała następujące tomiki wierszy:
- Jeszcze nie pada (1982),
- W jedną stronę drogi (1984),
- W nawiasach ścieżek (1985),
- Nie ma innego świata (1992),
- Zanim stracę chwilę (1998),
- O oddech wyżej (2005),
- Oderwane z pamięci (2008),
- Odchodzi i ulatuje (2010),
- Czerń i biel (2013).
- Tam i z powrotem. Wiersze zebrane (2014), Wydawnictwo Maria. Kłodzko–Nowa Ruda. ISBN 978-83-62337-93-4[10]
- Grudka ziemi (2019), Klub Otwartej Kultury, Kłodzko. ISBN 978-83-939455-5-9[11]
- Z ulicy Ostatniej (2024), fot. Krzysztof Radzimierski, Wydawnictwo Drukarnia Kokocińska Sp. z o.o., Kłodzko[12]

Czasopisma
Przesiedleńcy, Rowerzysta, ***w partykule NIE…, Ogród, ***za ulicę Ostatnią (2023)